# Чолома
Чоло́ма (исп. Choloma) — третий по величине город Гондураса, расположен на северо-западе страны в департаменте Кортес. Чолома находится между Сан-Педро-Сула, вторым городом страны, и портом Пуэрто-Кортес.

## История
К северу от современного местоположения города ещё в доколумбовы времена находилось поселение племени ксикаков (потомков майя) под названием Толомак. После испанского завоевания Америки тут была основана францисканская миссия под названием Санта-Мария-Канделярия, которая была уничтожена в 1739 году, как и другие поселения в долине Сула, в ходе антииспанского восстания. В 1739 году население разрушенной миссии основало Чолому, которая в 1894 году получила права города под названием Парадисе. Через 39 лет городу вернули первоначальное название.
В XIX веке в регионе появились банановые плантации, а в XX веке началось выращивание сахарного тростника, однако довольно быстро пришло в упадок.

## Население
По данным на 2013 год численность населения составляет 281 263 человека.
Динамика численности населения города по годам:
| 1988   | 2001    | 2013    |
| ------ | ------- | ------- |
| 39 054 | 105 899 | 281 263 |

## Экономика
В последние годы Чолома динамично развивалась благодаря дешёвой рабочей силе. В частности, в городе находятся многие промышленные предприятия, принадлежащие транснациональным компаниям.